# 青い角
青い角(グルジア語：ცისფერყანწელები；英語：The blue horns)は、グルジアの象徴主義詩人・作家集団。1920年代のグルジア文学における中心的存在。1915年にクタイシで若手気鋭の作家たちによって結成された。1916年に雑誌『青い角』を発行。1930年代ソヴィエト権力の抑圧に屈するまで活動を続けた。
1915年グルジアのクタイシにて詩人パオロ・ヤシュヴィリのもとに、テツィアン・タビゼ、ゲオルギー・レオニゼ、グリゴール・ロバキゼ、ヴァレリアン・ガプリンダシュヴィリ、サンドロ・ツィケリゼ、ラジュデン・グベタゼ、コラウ・ナディラゼ、セルゴ・クルディアシュヴィリなどの詩人・作家が集まり結成され、グルジアにおけるアヴァンギャルド運動の中核を担った。後にソヴィエト・グルジア文学を代表する作家となったガラクチオン・タビゼも、一時期活動に参加していた。またグルジアを代表する画家ラド・グディアシュヴィリとも親交があり、彼は度々雑誌のイラストや挿絵を描いている。